# لوک درهر
لوک درهر (انگلیسی: Luke Dreher؛ زادهٔ ۲۷ نوامبر ۱۹۹۸) بازیکن فوتبال اهل بریتانیا است.
از باشگاه‌هایی که در آن بازی کرده‌است می‌توان به باشگاه فوتبال کریستال پالاس اشاره کرد.